# 일회용품

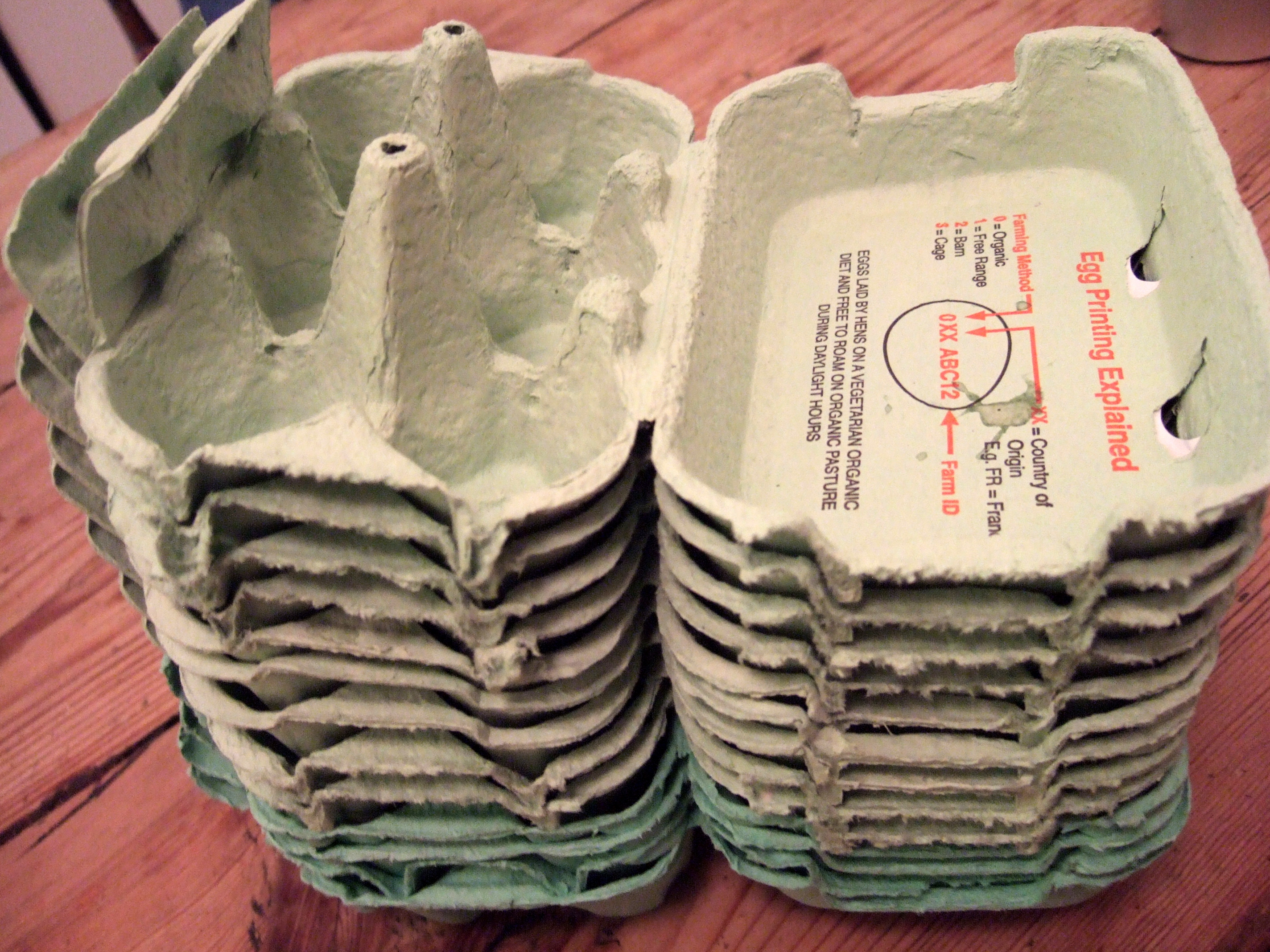

일회용품(一回用品, 영어: disposable 또는 disposable product)이란, 1번 쓰고 버리는 용품이라는 개념의 생활용품으로, 국민소득의 증가로 인한 생활의 편리성이 중요시되면서 일회용품의 사용량이 증가하고 있다. 볼펜, 충전지를 제외한 건전지도 일회용품이다.

## 같이 보기
- 쓰레기
  - 쓰레기 수집
  - 폐기물 관리
  - 태평양 거대 쓰레기 지대
- 재활용
  - 분리수거
- 재사용
- 지속 가능한 발전